# Kooks (canción)
"Kooks" es una canción por el músico británico David Bowie, publicada el 17 de diciembre de 1971 en el álbum, Hunky Dory. Bowie escribió está canción para su hijo recién nacido Duncan Jones. La canción era un pastiche de Neil Young a principios de los 70s porque Bowie estaba escuchando un disco de Neil Young en casa el 30 de mayo de 1971 cuando él recibió la noticia de la llegada de su hijo.

## Versiones en vivo
- Antes de que la grabación de estudio fuera hecha, fue grabada para el programa de radio de la BBC In Concert con John Peel, el 3 de junio de 1971 (transmitido el 20 de junio de 1971). En el 2000 esta grabación fue publicada en el álbum, Bowie at the Beeb.[3]
- La canción fue grabada otra vez para el programa de la BBC Sounds of the Seventies con Bob Harris el 21 de septiembre de 1971 (transmitido el 4 de octubre de 1971).[4]

## Otras versiones
- Danny Wilson – publicado cono lado B junto a "Mary's Prayer" y "Monkey's Shiny Day".[5]

## Créditos
Créditos adaptados desde las notas del álbum.
- David Bowie – voz principal y coros, guitarra acústica
- Trevor Bolder – bajo eléctrico, trompeta
- Mick Woodmansey – batería
- Rick Wakeman – piano

## Uso en otros medios
- Los primeros tres versos de la canción ("Will you stay in our lovers' story / If you stay, you won't be sorry / 'Cause we believe in you") fueron usados como un tópico literario en la novela de 2015 de Miranda July, The First Bad Man.[7]
- La banda de indie rock británica The Kooks se nombraron así mismo después de la canción.[8]